# تراشک
تراشک (به چینی: 芯粒) یا چیپلت (به انگلیسی: chiplet) یک مدار مجتمع کوچک است که شامل زیرمجموعه ای از عملکردهای کاملا تعریف شده است. این به گونه‌ای طراحی شده است که با سایر تراشک‌ها روی میان‌نهادنده در یک بسته‌بندی داخلی ترکیب شود. مجموعه‌ای از تراشک‌ها را می‌توان در ترکیبی از اجزای «لگو-مانند» روی هم پیاده‌سازی کرد.
به عنوان یک فناوری یکپارچه‌سازی ناهمگن، فناوری طراحی مبتنی‌بر تراشک می‌تواند از فناوری بسته‌بندی پیشرفته برای ادغام چندین تراشک ناهمگن با عملکردهای مختلف در یک تراشه واحد استفاده کند که می‌تواند به‌طور مؤثر با شکست قانون مور مقابله کند. همان‌طور که گره‌های فرایند به جلو می‌روند، هزینه‌ها، چرخه‌های طراحی و پیچیدگی به شدت افزایش می‌یابد و صنعت را به تمرکز بر حوزه تراشک سوق می‌دهد. تراشک‌ها به طراحان آی‌سی اجازه می‌دهند تراشه‌های تولید شده در گره‌های فرآیندی مختلف را ادغام کنند و از آنها در پروژه‌های مختلف استفاده مجدد کنند، که به کاهش هزینه‌های طراحی و بهبود بهره‌وری کمک می‌کند.
این اصطلاح توسط جان واورزینک، استاد دانشگاه برکلی، به عنوان بخشی از پروژه RAMP در سال ۲۰۰۶ (شتاب‌دهنده تحقیقاتی برای پردازنده‌های چندگانه) ابداع شد.

## مزیت
تراشک از چهار محدودیت اصلی طراحی اس‌اوسی عبور کرده است:
1. شکستن محدوده مقیاس مساحت ماسک؛
2. ادغام ناهمگن، که از حد عملکردی عبور می‌کند و دیگر تحت محدودیت‌های فرآیندی متعدد قرار نمی‌گیرد؛
3. توسعه چابک که دوره برساخت را کوتاه می‌کند.[۸]

در مقایسه با سامانه روی یک تراشه سنتی، دارای مزایای زیر است:
- مالکیت معنوی قابل استفاده مجدد:[۹] یک چیپلت مشابه را می‌توان در بسیاری از افزاره‌های مختلف استفاده کرد
- یکپارچه‌سازی ناهمگن:[۱۰] تراشک را می‌توان با استفاده از فرایندها، مواد و گره‌های مختلف تولید کرد که هر کدام برای عملکرد خاص خود بهینه شده‌اند.
- بهره‌دهی دای:[۱۱] تراشک‌ها را می‌توان قبل از مونتاژ آزمایش کرد، در نتیجه عملکرد نهایی افزاره را بهبود می‌بخشد.

تراشک می‌توانند با استانداردهایی مانند یوسی‌ال‌ئی، بندیلِ سیم (BoW)، اوپن‌اچ‌بی‌آی و اوآی‌اف ایکس‌اس‌آر ارتباط برقرار کنند.
برای شرکت‌ها، تراشک‌های شش مزیت عمده دارند:
1. آنها می‌توانند از طریق فرآیندهای آی‌سی معمولی به عملکرد پیشرفته دست یابند؛
2. می‌توانند به یکپارچه‌سازی مؤثر فرایندها بعد-اتمام و قبل-تمام دست یابند؛
3. مشکلات آی‌پی را کاهش می‌دهند؛
4. می‌توانند سرعت عرضه محصول را تا حد زیادی افزایش دهند.
5. عملکرد در سطح سامانه؛ و طراحی آنها کارآمدتر است.
6. انعطاف‌پذیر و کم هزینه است.[۸]

## مطالعه بیشتر
- Clark, Don (11 May 2023). "U.S. Focuses on Invigorating 'Chiplets' to Stay Cutting-Edge in Tech". The New York Times. Archived from the original on 2024-03-13. Retrieved 2023-12-05.